# Kurtheater Bad Kissingen

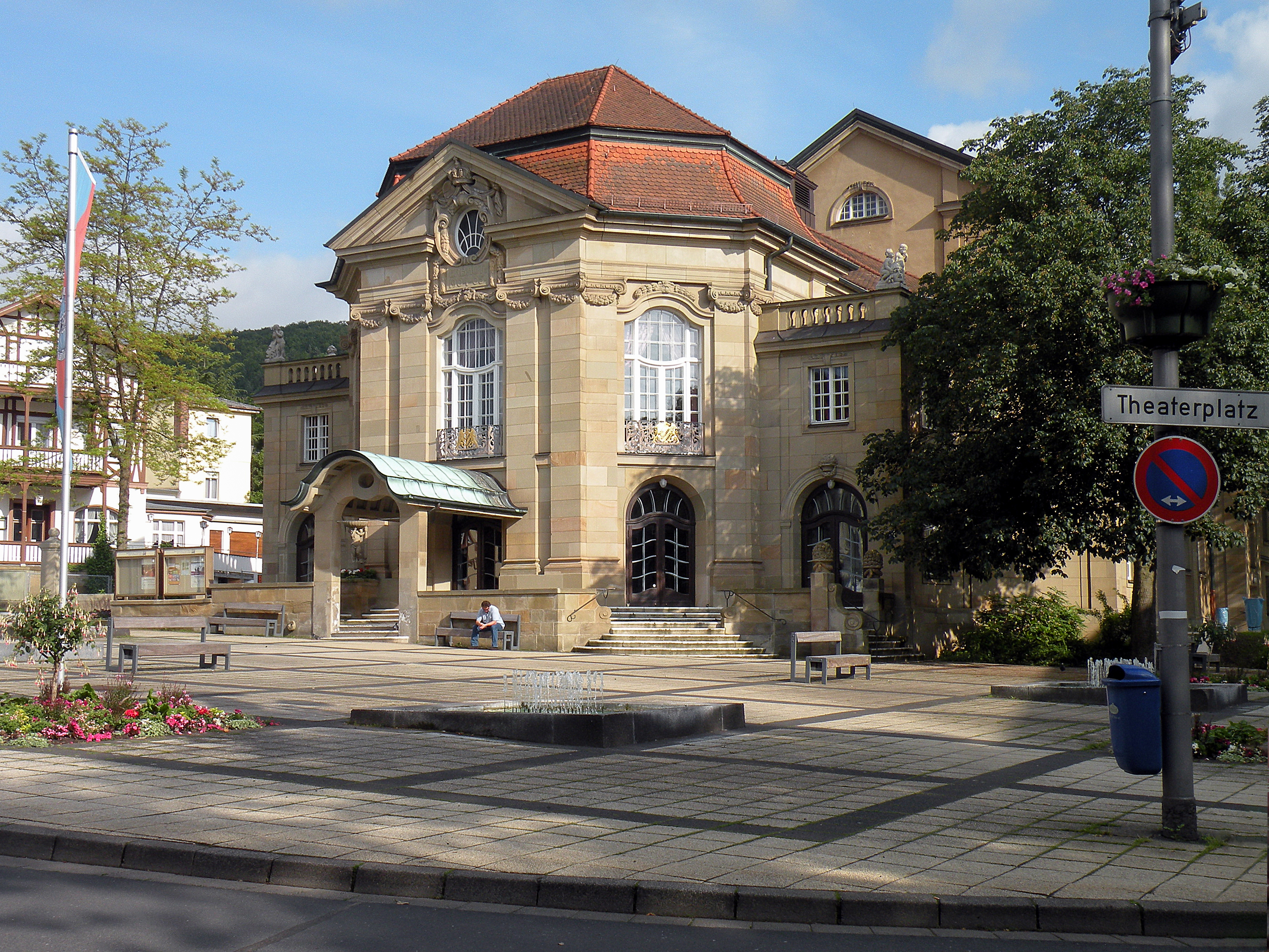
Vorderansicht des Kurtheaters

Das Kurtheater in Bad Kissingen (Theaterplatz) wurde 1904 von dem Münchner Architekten Max Littmann im Barockstil fränkischer Art gebaut und am 25. Juni 1905 zur Kursaison in Betrieb genommen.

## Vorgeschichte

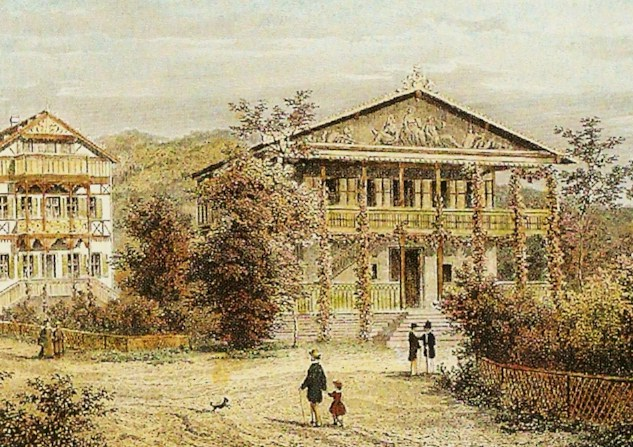
Das erste Bad Kissinger Theater von 1856 (kolorierter Stahlstich, ca. 1860)

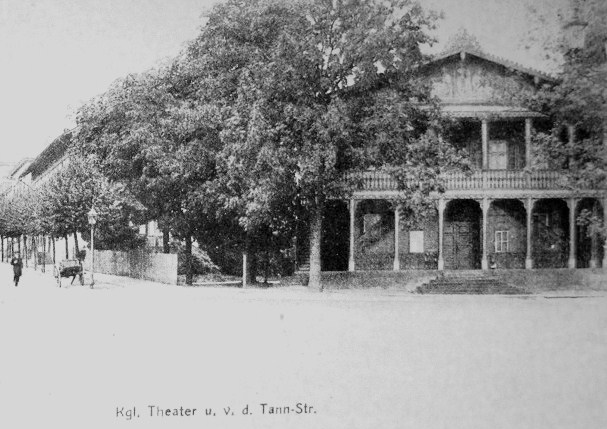
Das erste Theater um 1890/1900

Bereits im April 1778 hatte Fürstbischof Adam Friedrich von Seinsheim seine Zustimmung für einen ersten Theaterbetrieb in Bad Kissingen gegeben. Nach zügigem Umbau des Kellers und der Küche des Alten Amtshauses wurde dort noch im Sommer 1778 der Betrieb aufgenommen. Wie lange dieses Provisorium Bestand hatte, ist nicht überliefert. Der spätere Pächter des Theaters hatte wohl wenig Erfolg, denn mit Schreiben vom 1. August 1835 verzichtete Bayerns König Ludwig I. auf die fällige Pacht von 250 Gulden, „da er weder eine entsprechende Einnahme hatte, noch auch ohne Veräusserung des Unentbehrlichsten“ den Pachtzins hätte aufbringen können.
Wohl gleich anschließend war der Theaterbetrieb umgezogen. Mit Unterstützung der Kreisregierung hatte man jedenfalls vor 1837 den großen Saal des Hirschheimer Gartens umgebaut. Doch schon damals war „eines solchen Curortes würdiges Theater“ und die saisonale Zusammenarbeit mit dem Würzburger Stadttheater im Gespräch. Mindestens 1839 nutzte das Meininger Theater das „neu dekorierte Theaterlokal“ für mehrere Gastspiele. Im Jahr 1850 gab es seit mehreren Jahren während der sommerlichen Kursaison Theatervorstellungen im großen Saal des Daburger Gartens, der ebenfalls mit Unterstützung der Kreisregierung in einen Theaterraum umgebaut worden war.
Sechs Jahre später (1856) wurde der erste Theaterneubau im Schweizerhaus-Stil aus Holz errichtet – mit Treppen und Umgängen an den Außenseiten – und zur Kursaison 1857 eröffnet. Insgesamt gab es im Parkett, in den Logen, im Rang und auf der Galerie über 400 Sitzplätze. Da das Theater über keinen Aufenthaltsraum für das Publikum verfügte, wurde in der heutigen Von-der-Tann-Straße 2 ein Nebengebäude mit Restaurant errichtet. Das Theater war allerdings nur für den Sommerbetrieb bestimmt und verfügte deshalb über eine sehr einfache Bühnentechnik und unzureichende Künstlergarderoben.
Das Theater wurde zunächst vom Badkommissariat (Kurverwaltung) im saisonalen Verbund mit dem Würzburger Stadttheater betrieben. Im Jahr 1860 wird Anton Bömly als Theaterdirektor genannt. Ab 1871 wurde es, zunächst nur für drei Jahre, an den Würzburger Theaterdirektor Eduard Reimann verpachtet, der es bis zu seinem Tod im Jahr 1898 neben seinem Würzburger Theater betrieb. Dadurch war es möglich, das Würzburger Ensemble auch während der Sommermonate zu beschäftigen. Sein Sohn, der Schauspieler Otto Reimann, wurde sein Nachfolger. Doch bald entsprach das Schweizerhaus-Theater nicht mehr den gestiegenen Ansprüchen des Weltbades und den im Laufe der Zeit verschärften Brandschutzbestimmungen. Im Jahr 1904 wurde das erste Theater Bad Kissingens deshalb nach fast 50-jährigem Bestand abgerissen und ein neues Theater in massiver Bauweise errichtet.

## Neues Theater

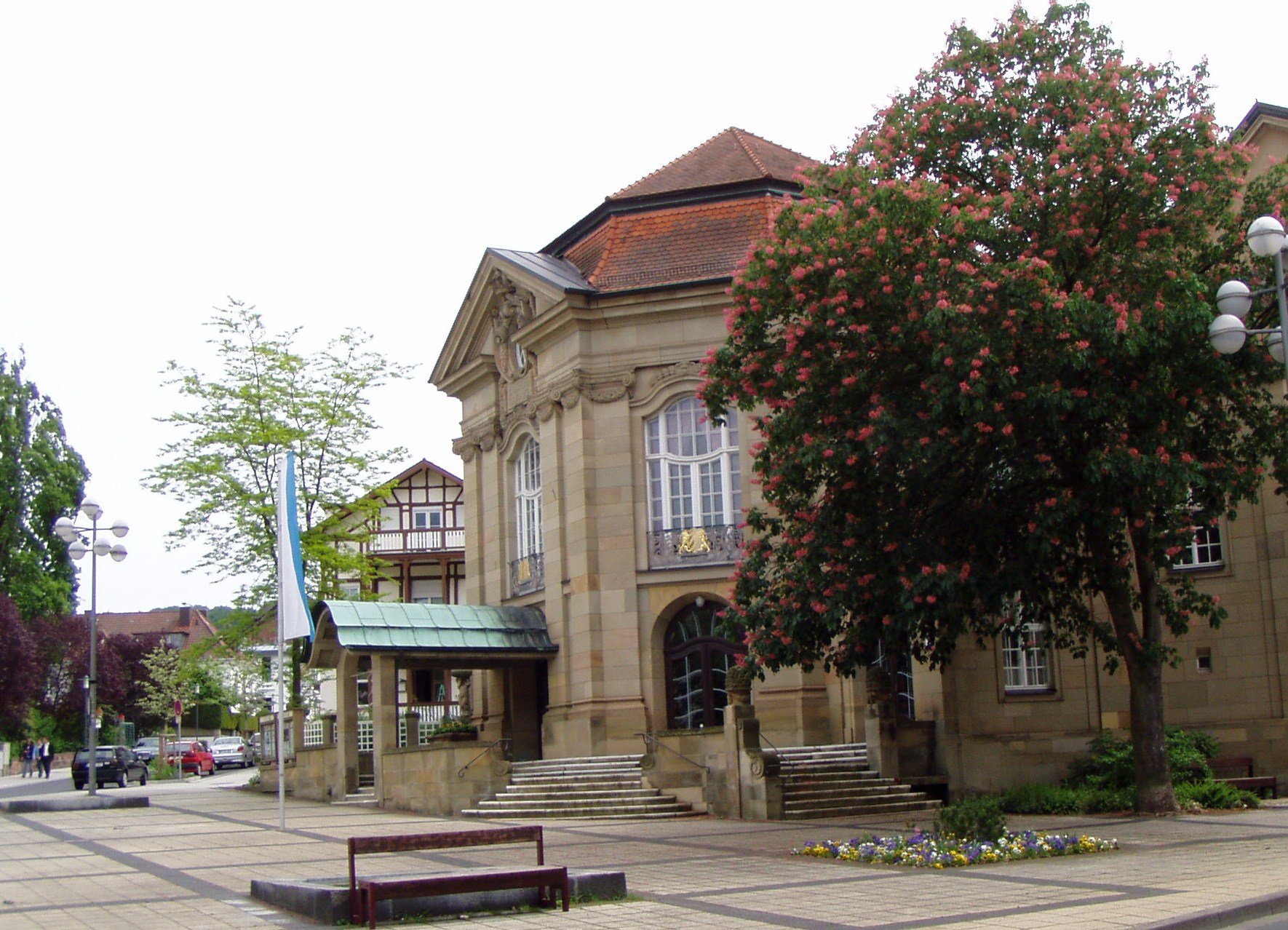
Seitenansicht des Theaters

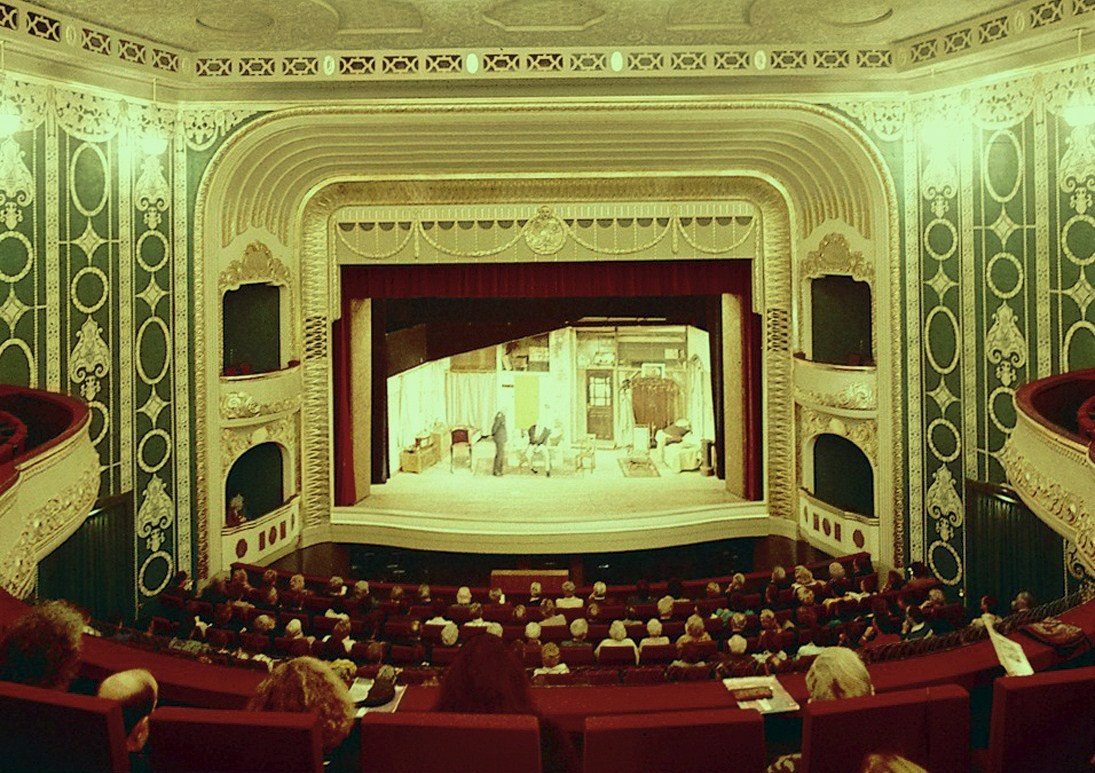
Blick von Rangmitte über Zuschauerraum auf Bühne

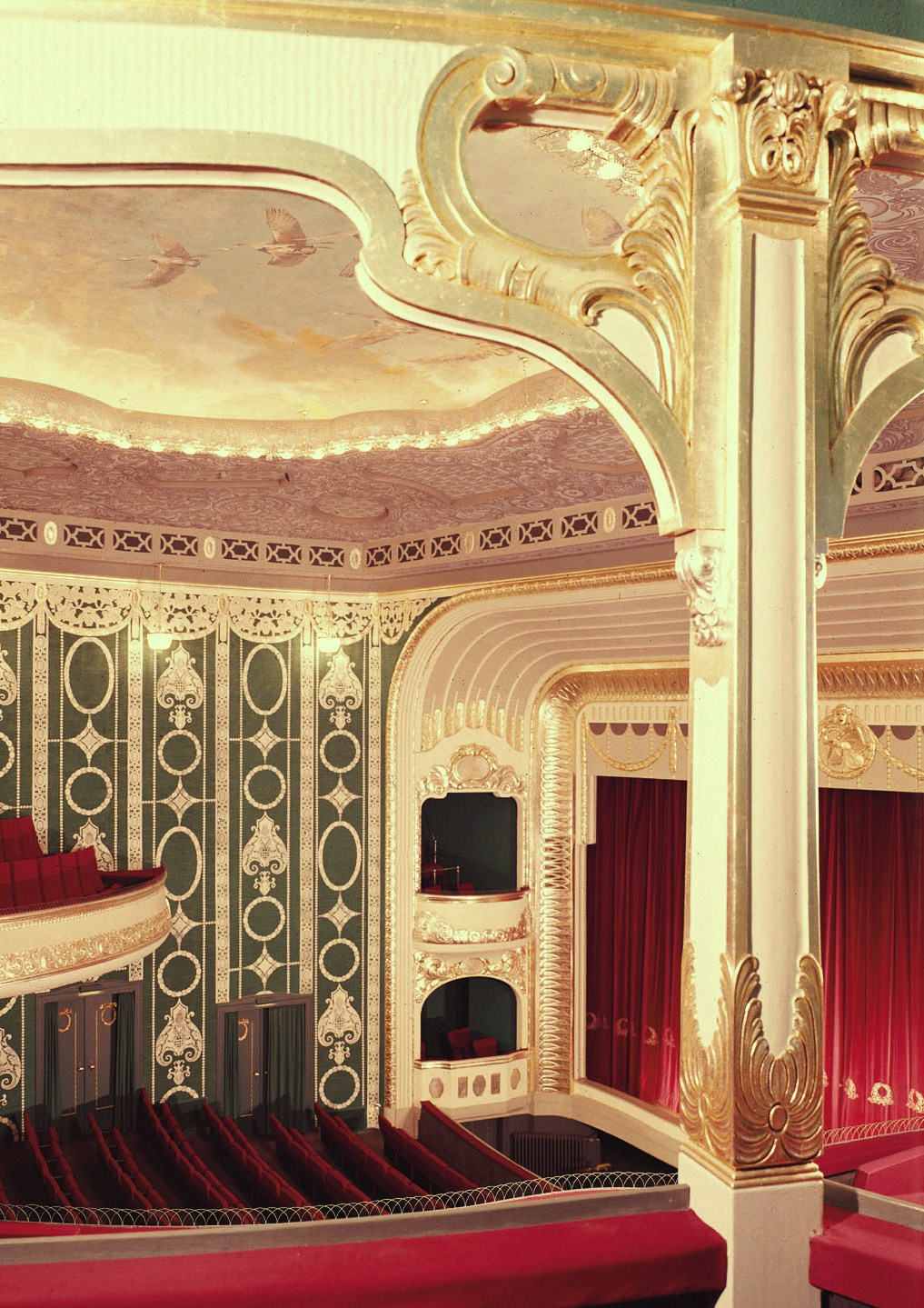
Blick von Rangseite in Zuschauerraum mit Deckengemälde Zug der Kraniche, rechts die Bühne

Im Februar 1904 begann Littmann im Auftrag der bayerischen Regierung mit den Planungen zum Bau eines neuen Theaters aus Sandstein. Es wurde sein erstes Bauwerk in Bad Kissingen. Die besondere Schwierigkeit war, den Neubau an der Stelle des alten Theaters zu errichten, ohne den Spielbetrieb unnötig zu stören.
Mit dem Bau wurde bereits im Juli 1904, nur sechs Monate nach Beginn der Planungen, hinter dem alten Holztheater begonnen. Nach Abschluss der Saison am 16. August wurde das alte Theater abgerissen. Ende Oktober hatte das Bühnenhaus seinen Dachstuhl, Mitte November wurde am Zuschauerraum und Foyer das Richtfest gefeiert. Trotz eines recht strengen Winters wurde das neue Königliche Theater sogar acht Tage vor dem vertraglich vereinbarten Termin zum Beginn der Kursaison fertig und am Abend des 25. Juni 1905 in einem Festakt mit Ruggero Leoncavallos Oper Der Bajazzo feierlich eröffnet. Darüber schrieb die lokale Saale-Zeitung am folgenden Tag: „… das neue Haus der Musen, welches Kissingen's Bewohner und seine Badegäste schon seit langen Jahren ersehnt hatten, ist gestern Abend vor einer festlich gestimmten Menge, welche das vornehm ausgestattete, lichterstrahlende Haus bis auf den letzten Platz füllte, in würdigster Weise feierlich eröffnet worden.“ Die Kosten für Theater und Außenanlagen wurden mit 509.000 Mark angegeben.
Aus Platzgründen musste das Gebäude in der Längsachse gestaucht werden: Der Zuschauerraum wurde mehr als üblich in die Breite gezogen und Foyer, Treppenaufgänge und Garderoben um diesen herum angelegt. Die dadurch recht breit gewordene Fassade lockerte Littmann durch eine Pavillon-Architektur auf. Die Bildhauer Heinrich Walther und Julius Seidler schufen die Außendekorationen und Putten auf der Attika.
Die Innenwände, mit grünem Stoff bespannt, sind mit silbernen Verzierungen im zeitgenössischen Jugendstil geschmückt. Beeindruckend ist das vom Maler Julius Mössel geschaffene Deckengemälde Zug der Kraniche. Die Bühnenumrandung, zahlreiche Stuckprofile und Säulen sowie die mit Altsilber belegten Stützen der Logen zeigen noch heute den Glanz vergangener Zeit. Das Haus verfügt über insgesamt 538 Sitzplätze – wie der schwere Vorhang mit dunkelrotem Stoff bezogen – im Parkett, auf dem Rang und in den Logen. Der Zuschauerraum wurde nach dem Vorbild des höfischen Rangtheaters gestaltet, denn ein Parkett-Theater, wie es sich damals einbürgerte, war für einen königlich bayerischen Kurort zu bürgerlich.
Auch im neuen Theater setzte Otto Reimann seine erfolgreiche Intendanz mit eigenem Ensemble fort. Ungeachtet der Schwierigkeiten durch den Ersten Weltkrieg, die Inflation, die Weltwirtschaftskrise oder den aufkommenden Nationalsozialismus hielt sich der Theaterbetrieb zur Unterhaltung der Kurgäste auf hohem Niveau. Am 9. August 1941 beendete allerdings der inzwischen 71-Jährige seine Intendanz in Bad Kissingen aus Altersgründen mit einer Aufführung des Zigeunerbaron. Danach wurde das Theater während des Zweiten Weltkrieges nur noch sporadisch genutzt, bis es im Winter 1944 dem Volkssturm als Kleiderkammer dienen musste. Nach Einzug der US-amerikanischen Truppen wurde es 1945 von diesen beschlagnahmt.
Erst zum Saisonbeginn 1949 nahm das Theater seinen Betrieb wieder auf. Intendant wurde Karl Heinz Proehl, der ohne eigenes Ensemble auf Gastspiele angewiesen war. Doch das neue Publikum der Sozialkurpatienten hatte ganz andere Bedürfnisse als das frühere Bildungsbürgertum, der Spielplan wurde deshalb ausgedünnt und ab 1951 wurden an spielfreien Tagen sogar Kinofilme gezeigt. Der Kinobetrieb wurde bis 1970 von der Kurverwaltung weitergeführt. Proehl hatte bereits im Dezember 1960 aufgegeben.
Aufgrund des begrenzten Budgets der Staatlichen Kurverwaltung und der niedrigen Finanzkraft der damaligen Kurgäste sank das Niveau der Theateraufführungen. Man musste sich mit kalkulierbarem Gastspieltheater zufriedengeben. Dennoch kamen gerade in diesen Jahren die beliebtesten und bekanntesten Stars der Kriegs- und Nachkriegszeit zu Gastspielen in die Kurstadt wie beispielsweise die Schauspieler O. W. Fischer, Maria Schell, Curd Jürgens und Inge Meysel oder später auch Grit Böttcher, Christiane Hörbiger, Günter Strack, Heinz Drache und Horst Tappert oder Sänger wie Rudolf Schock, René Kollo, Freddy Quinn und Karel Gott. Die Liste namhafter Gastschauspieler ließe sich bis in heutige Zeit fortsetzen.
Inzwischen entspricht auch dieses Theater nicht mehr den technischen Erfordernissen heutiger Bühnenkunst. Es fehlen Versenkungsmöglichkeiten in der Bühne oder eine für den schnellen Dekorations- und Szenenwechsel notwendige Drehbühne. Außerdem hat das Gebäude – noch immer im Eigentum des Freistaates Bayern als Rechtsnachfolger des Königreichs Bayern – größten Sanierungsbedarf, dem der Freistaat bisher nicht nachgekommen ist. Seit Jahren droht deshalb die Schließung.